# Otto Barch
Otto Barch (Unión Soviética, 20 de diciembre de 1943) fue un atleta soviético especializado en la prueba de 50 km marcha, en la que consiguió ser subcampeón europeo en 1974.

## Carrera deportiva
En el Campeonato Europeo de Atletismo de 1974 ganó la medalla de plata en los 50 km marcha, recorriéndolos en un tiempo de 4:02:39 segundos, llegando a meta tras el alemán Christoph Höhne que con 3:59:06 segundos batió el récord de los campeonatos, y por delante del también alemán Peter Selzer (bronce).